# Firefly (автомобільна марка)
Firefly — це бренд електромобілів, заснований китайським виробником автомобілів Nio Inc. у 2024 році, який спеціалізується на невеликих електромобілях високого класу для китайського та європейського автомобільного ринків.

## Історія
Бренд Firefly офіційно дебютував у Китаї 21 грудня 2024 року на корпоративному заході Nio Day 2024. Заснований як бренд невеликих електромобілів високого класу, цільовим ринком Firefly є Європа , і генеральний директор Nio Вільям Лі описав бренд як конкурента європейським брендам малих автомобілів преміум-класу, включаючи Smart і Mini.  Після запуску в Китаї та майбутнього запуску в Європі протягом другого кварталу 2025 року бренд буде продаватися на ринках Латинської Америки та Південно-Східної Азії.  Nio спочатку планувала, що Firefly буде запущено в Європі перед Китаєм, але мита в Європі були названі причиною затримки запуску. 
На заході Nio Day 2024 колишній керівник SAIC-GM Даніель Джин був оголошений президентом бренду Firefly. 